# Olpium indicum
Espèce
Olpium indicum est une espèce de pseudoscorpions de la famille des Olpiidae.

## Distribution
Cette espèce est endémique du Maharashtra en Inde. Elle se rencontre vers Indapur.

## Description
Le mâle holotype mesure 2,15 mm.

## Étymologie
Son nom d'espèce lui a été donné en référence au lieu de sa découverte, l'Inde.

## Publication originale
- Beier, « Pseudoscorpione vom kontinentalen Südost-Asien. », Pacific Insects,, vol.  9,‎ 1967, p. 341-369 (lire en ligne)